# Pieprz żuwny

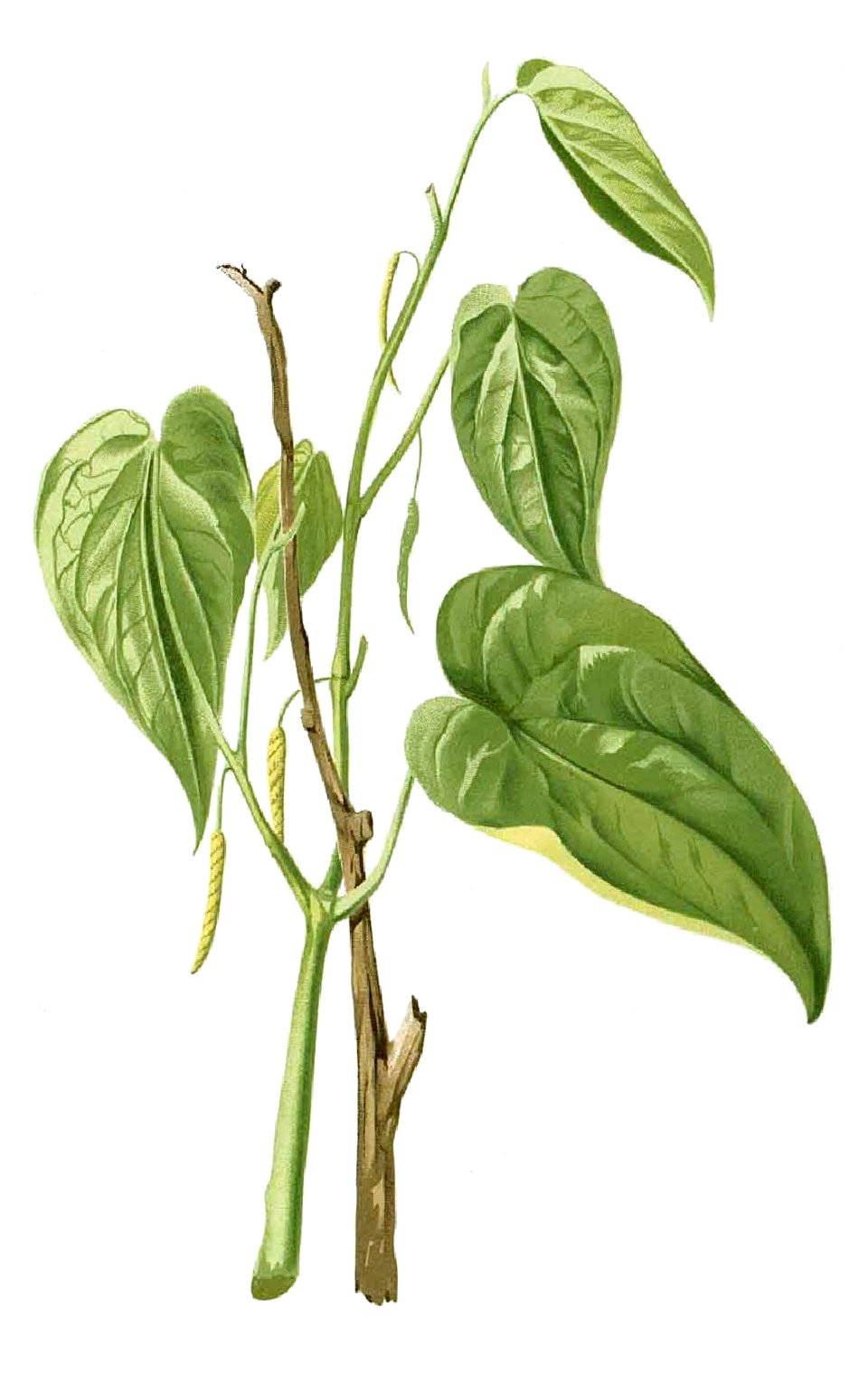
Morfologia

Pieprz żuwny, pieprz betelowy, betel (Piper betle) – gatunek rośliny z rodziny pieprzowatych. Pochodzi z Indii i Półwyspu Malajskiego. Uprawiany na terenach południowych Azji Wschodniej.

## Morfologia
Pnącze o krzewiastym pokroju. Liście duże, jajowatego kształtu, skórzaste, z wierzchu ciemnozielone, błyszczące. Użyłkowanie od strony dolnej w kolorze czerwonawym. Kwiaty drobne, kwiatostan w kształcie kolby, gęsty i zwisły.

## Zastosowanie
Roślina uprawiana dla liści o ostrym smaku i zapachu przypominającym herbatę. Jest malajską używką do żucia rozpowszechnioną pod nazwą betel.
Wykorzystywany jest również w tradycyjnej medycynie indyjskiej – ajurwedzie.

## Znaczenie w hinduizmie
- Betel otaczany jest szczególnym kultem przez tradycję Barui w Bengalu. Jego znaczenie religijne opisane jest w tekście Radźnirghantha[3].
- Liście betelu wykorzystywane są w trakcie hinduistycznej ceremonii ślubnej.
- Betel symbolicznie reprezentuje boginię Lakszmi.